# King City (Missouri)
King City és una població dels Estats Units a l'estat de Missouri. Segons el cens del 2000 tenia 1.012 habitants.

## Demografia
Segons el cens del 2000, King City tenia 1.012 habitants, 418 habitatges, i 285 famílies. La densitat de població era de 283,1 habitants per km².
Dels 418 habitatges en un 33,5% hi vivien nens de menys de 18 anys, en un 56,9% hi vivien parelles casades, en un 7,7% dones solteres, i en un 31,8% no eren unitats familiars. En el 30,4% dels habitatges hi vivien persones soles el 17,2% de les quals corresponia a persones de 65 anys o més que vivien soles. El nombre mitjà de persones vivint en cada habitatge era de 2,41 i el nombre mitjà de persones que vivien en cada família era de 2,98.
Per edats la població es repartia de la següent manera: un 28% tenia menys de 18 anys, un 7,4% entre 18 i 24, un 25,5% entre 25 i 44, un 18,7% de 45 a 60 i un 20,5% 65 anys o més.
L'edat mediana era de 37 anys. Per cada 100 dones de 18 o més anys hi havia 83,2 homes.
La renda mediana per habitatge era de 24.605 $ i la renda mediana per família de 32.614 $. Els homes tenien una renda mediana de 28.068 $ mentre que les dones 18.750 $. La renda per capita de la població era de 14.177 $. Entorn de l'11,3% de les famílies i el 16% de la població estaven per davall del llindar de pobresa.

## Poblacions més properes
El següent diagrama mostra les poblacions més properes.